# Старр, Майк (актёр)
Майк Старр (англ. Mike Starr; род. 29 июля 1950) — американский актёр.

## Биография
Майк Старр родился 29 июля 1950 года в Куинсе, Нью-Йорк, США. После окончания школы поступил в частный университет Хофстра. Работал вышибалой и барменом.
В 1978 году Майк Старр начал актёрскую карьеру, снявшись в эпизод сериала «Гавайи 5-O». Снимался в таких фильмах, как «Перекрёсток Миллера» (1990), «Славные парни» (1990), «Телохранитель» (1992), «Эд Вуд» (1994), «Тупой и ещё тупее» (1994) и «Девушка из Джерси» (2004).